# (300076) 2006 UC211
(300076) 2006 UC211 es un asteroide perteneciente al cinturón de asteroides, descubierto el 23 de octubre de 2006 por el equipo del Spacewatch desde el Observatorio Nacional de Kitt Peak, Arizona, Estados Unidos.

## Designación y nombre
Designado provisionalmente como 2006 UC211.

## Características orbitales
2006 UC211 está situado a una distancia media del Sol de 3,172 ua, pudiendo alejarse hasta 3,775 ua y acercarse hasta 2,570 ua. Su excentricidad es 0,189 y la inclinación orbital 4,551 grados. Emplea 2064,36 días en completar una órbita alrededor del Sol.

## Características físicas
La magnitud absoluta de 2006 UC211 es 16,3.